# Richard Schröder (Jurist)

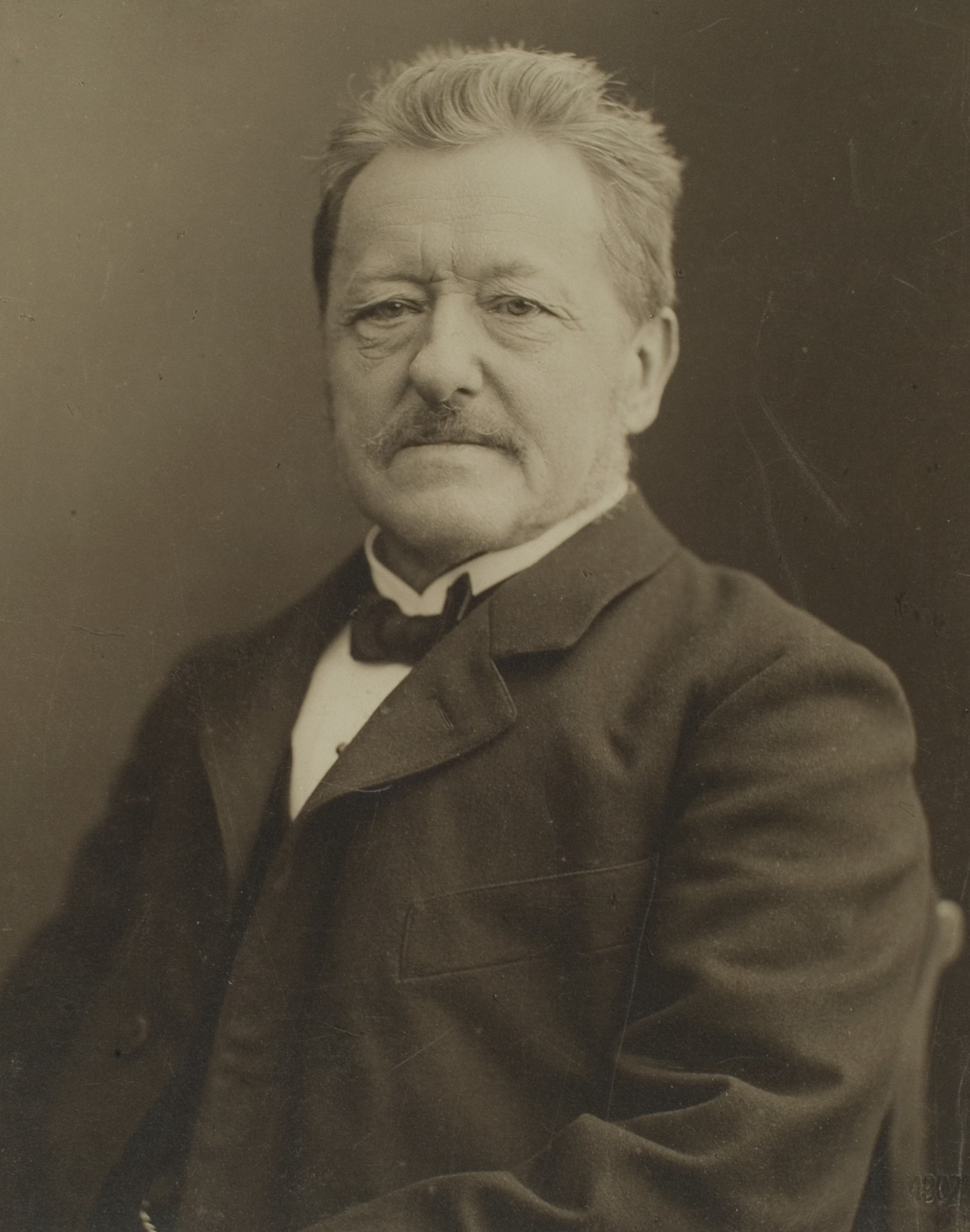
Richard Schröder (1907)

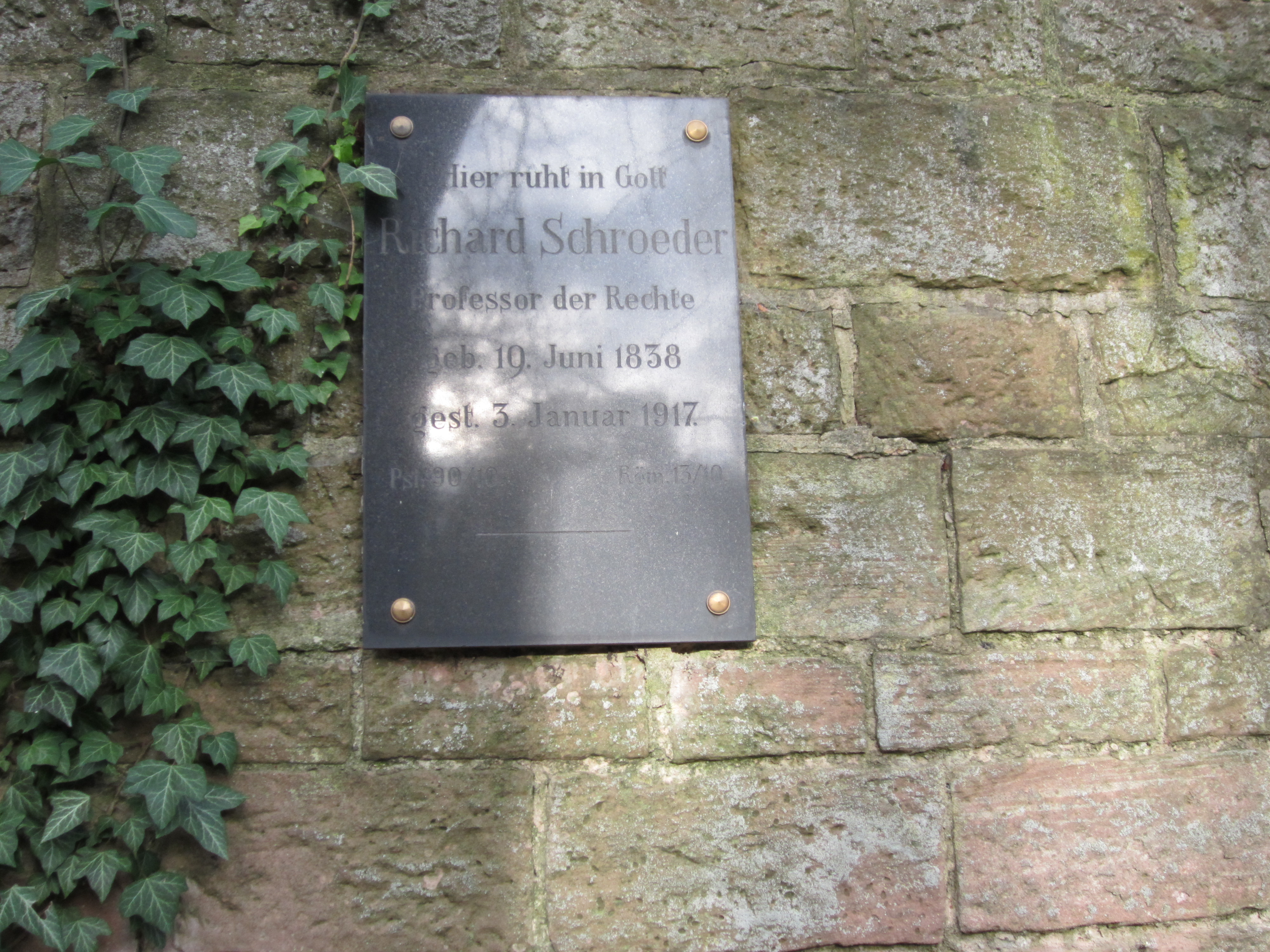
Grabmal Schröders auf dem Bergfriedhof in Heidelberg

Richard Karl Heinrich Schröder, auch: Richard Carl/Karl Heinrich Schroeder (* 19. Juni 1838 in Treptow an der Tollense; † 3. Januar 1917 in Heidelberg), war ein deutscher Rechtswissenschaftler und Rechtshistoriker.

## Leben
Richard Schröder wurde in der vorpommerschen Kleinstadt Treptow a. Toll. (heute: Altentreptow) geboren als Sohn des Juristen Ludwig Schröder (1802–1869) und dessen Frau Ida Eleonora, geb. Kölling (1804–1864), einer Gastwirtstochter aus Neubrandenburg. Der Vater war Dirigent des Land- und Stadtgerichtes sowie Kreisjustizrat, später Rechtsanwalt in Treptow an der Tollense und dort eng befreundet mit Fritz Reuter. Richard selbst, der vielfach in Reuters Briefen vorkommt, war einer von Reuters Schülern.
Er studierte an den Universitäten in Göttingen und Berlin Rechtswissenschaft und deutsche Sprachwissenschaft. Während seines Studiums in Göttingen wurde er 1861 Mitglied der Burschenschaft Brunsviga. Nach Erlangung der Doktorwürde arbeitete er vorübergehend als Auskultator, schied aber bald aus dem preußischen Staatsdienst aus, um sich der akademischen Laufbahn zu widmen. Er habilitierte sich 1863 in Bonn, wo er 1866 außerordentlicher und 1870 ordentlicher Professor wurde. 1873 ging er als Ordinarius nach Würzburg, 1882 nach Straßburg, 1885 nach Göttingen und 1888 als Nachfolger Gierkes nach Heidelberg. 1877 wurde er als korrespondierendes Mitglied in die Bayerische Akademie der Wissenschaften und 1895 als auswärtiges Mitglied in die Königlich Niederländische Akademie der Wissenschaften aufgenommen. 1900 wurde er zum korrespondierenden Mitglied der Preußischen Akademie der Wissenschaften gewählt. Seit 1909 war er ordentliches Mitglied der Heidelberger Akademie der Wissenschaften.
Über Schröders Familienverhältnisse ist nur wenig bekannt. 1884 starb seine erste Ehefrau, Anna, geb. Hugo. 1895 heiratete er Frieda, geb. Forster, Witwe des Stettiner Buchhändlers Paul Julius Saunier. Aus der ersten Ehe gingen drei Söhne und drei Töchter hervor.
Sein Hauptwerk ist das Deutsche Rechtswörterbuch (Wörterbuch der älteren deutschen Rechtssprache).

## Schriften (Auswahl)
- mit Eberhard Otto Georg von Künßberg: Lehrbuch der deutschen Rechtsgeschichte. 6. Auflage. Veit, Leipzig 1919. (Digitalisat)
- Untersuchungen zu den fränkischen Volksrechten. Festschrift zur Feier des fünfzigjährigen Doctorjubiläums Heinrich Thöl’s am 29. Juli 1879 überreicht von der Rechts- und staatswissenschaftlichen Fakultät der K. Bayer. Julius-Maximilians-Universität in Würzburg. Thein, Würzburg 1879.